# 오일 셰일

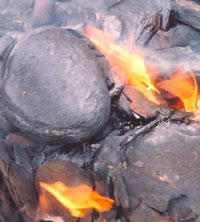
오일 셰일

오일 셰일(oil shale) 또는 유혈암(油頁岩)은 케로겐을 함유하고 있는, 유기물이 풍부한 과립성 퇴적암이다. 셰일 오일이라 불리는 액체 탄화수소가 생성된다.
셰일 오일은 전통적인 원유를 대체할 수는 있으나, 오일 셰일로부터 셰일 오일을 추출하는 일은 재정적인 면으로 보나 환경에 미치는 영향으로 보나 원유 생산에 드는 비용보다 더 비싸다.
오일 셰일 퇴적물들은 미국의 주요 퇴적 지대를 포함하여 전 세계적으로 분포하여 있다.

## 역사

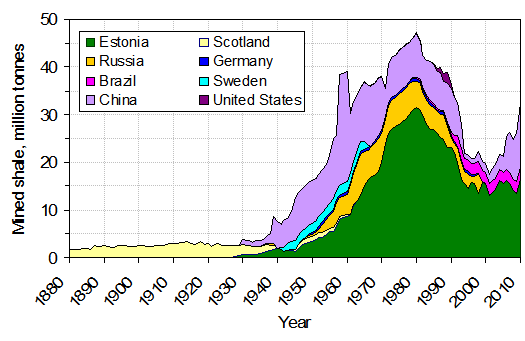
오일 셰일 생산량 (단위: 미터톤), 1880년 ~ 2010년. 출처: Pierre Allix, Alan K. Burnham.

## 같이 보기
- 셰일
- 셰일 오일(유혈암유)
- 셰일가스